# Braniewo (gromada)
Braniewo – dawna gromada, czyli najmniejsza jednostka podziału terytorialnego Polskiej Rzeczypospolitej Ludowej w latach 1954–1972.
Gromady, z gromadzkimi radami narodowymi (GRN) jako organami władzy najniższego stopnia na wsi, funkcjonowały od reformy reorganizującej administrację wiejską przeprowadzonej jesienią 1954 do momentu ich zniesienia z dniem 1 stycznia 1973, tym samym wypierając organizację gminną w latach 1954–1972.
Gromadę Braniewo z siedzibą GRN w mieście Braniewie (nie wchodzącym w jej skład) utworzono – jako jedną z 8759 gromad na obszarze Polski – w powiecie braniewskim w woj. olsztyńskim na mocy uchwały nr 11 WRN w Olsztynie z dnia 4 października 1954. W skład jednostki weszły obszary dotychczasowych gromad Nowa Pasłęka, Klejnowo i Podgórze ze zniesionej gminy Nowa Pasłęka, obszary dotychczasowych gromad Garbina i Stępień ze zniesionej gminy Frombork oraz miejscowości Józefowo, Rudłowo, Działy, Elżbiecin i Prętki wyłączone z miasta Braniewa w tymże powiecie. Dla gromady ustalono 9 członków gromadzkiej rady narodowej.
1 stycznia 1958 do gromady Braniewo włączono obszar zniesionej gromady Rogity w tymże powiecie.
1 stycznia 1960 do gromady Braniewo włączono obszar zniesionej gromady Szyleny w tymże powiecie.
1 stycznia 1966 z gromady Braniewo wyłączono części obszarów wsi Rogity (7 ha), PGR-u Józefowo (7 ha), PGR-u Elżbiecin (10 ha) i kolonii Braniewo (94 ha) oraz rezerwę Państwowego Funduszu Ziemi (133 ha), włączając je do miasta Braniewa w tymże powiecie.
31 grudnia 1967 z gromady Braniewo wyłączono: a) części obszarów PGR Szalmia i PGL nadleśnictwo Rogity (105 ha), włączając je do gromady Płoskinia; b) część obszaru PGL nadleśnictwo Rogity (3 ha), włączając ją do gromady Wola Lipowska; oraz c) część obszaru PGL nadleśnictwo Rogity (85 ha), włączając ją do gromady Żelazna Góra – w tymże powiecie; do gromady Braniewo włączono natomiast część obszaru PGR Brzeszczyny (34 ha) z gromady Płoskinia oraz część obszaru PGR Maciejewo (93 ha) i dwie części obszaru PGL nadleśnictwo Rogity (7 + 8 ha) z gromady Wola Lipowska w tymże powiecie.
30 czerwca 1968 do gromady Braniewo włączono wsie Kiersy, Mikołajewo, Wola Lipowska i Zakrzewiec oraz PGR-y Goleszewo, Gronówko, Lipowina i Strubin ze zniesionej gromady Wola Lipowska w tymże powiecie.
1 stycznia 1972 do gromady Braniewo włączono tereny o powierzchni 112 ha z miasta Frombork w tymże powiecie.
Gromada przetrwała do końca 1972 roku, czyli do kolejnej reformy gminnej. 1 stycznia 1973 w powiecie braniewskim utworzono gminę Braniewo.